# Esporangi

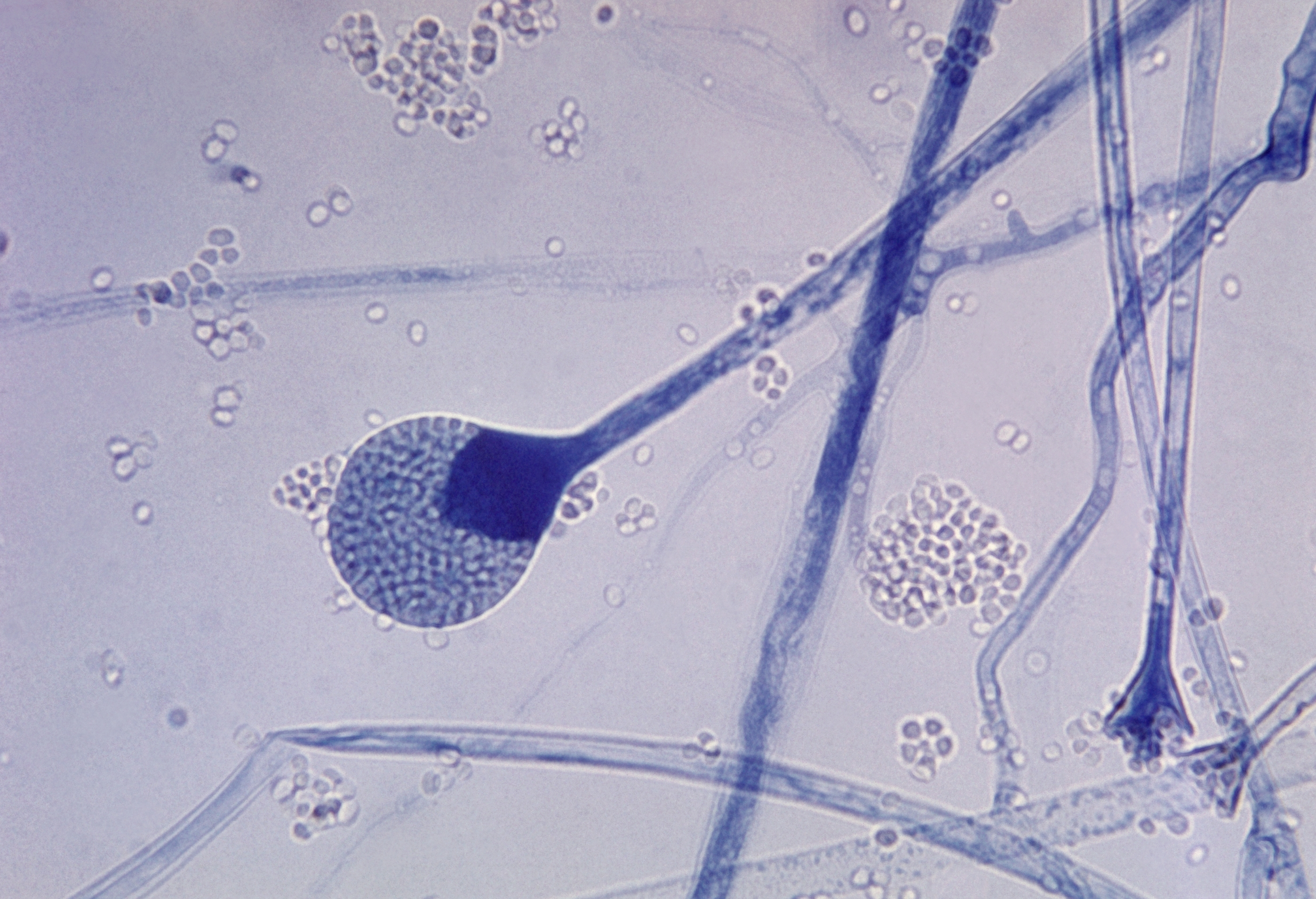
Esporangi madur d'un fong del gènere Absidia

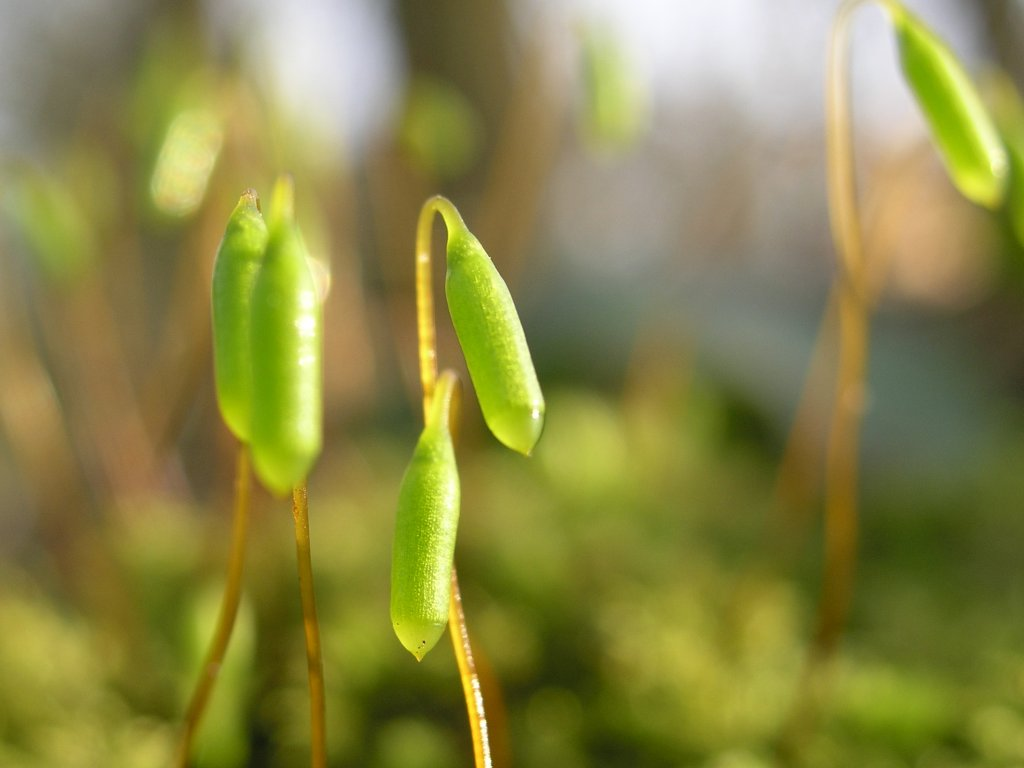
Càpsules o esporangis de la molsa

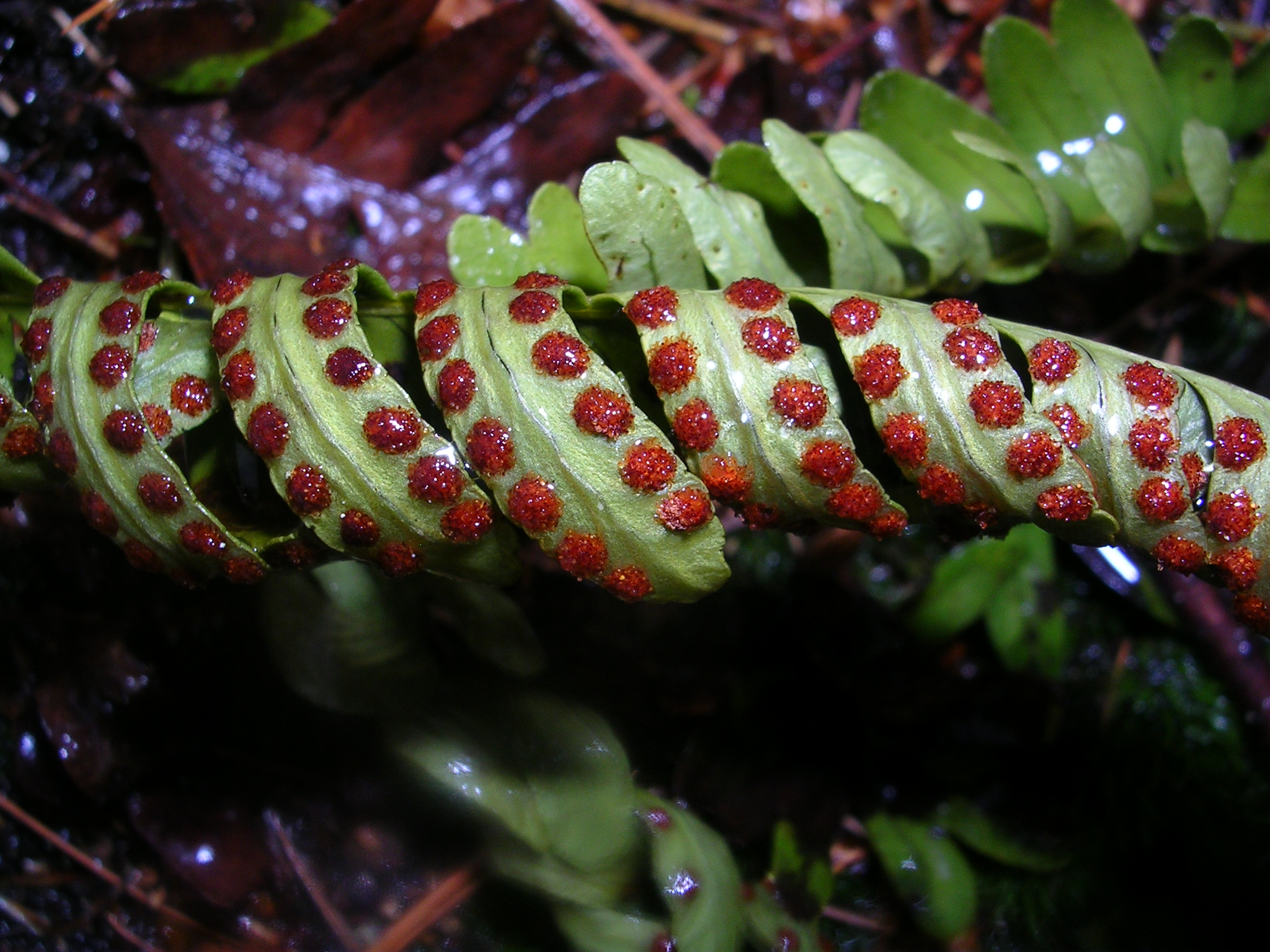
Esporangis (sorus) d'una fulla de falguera

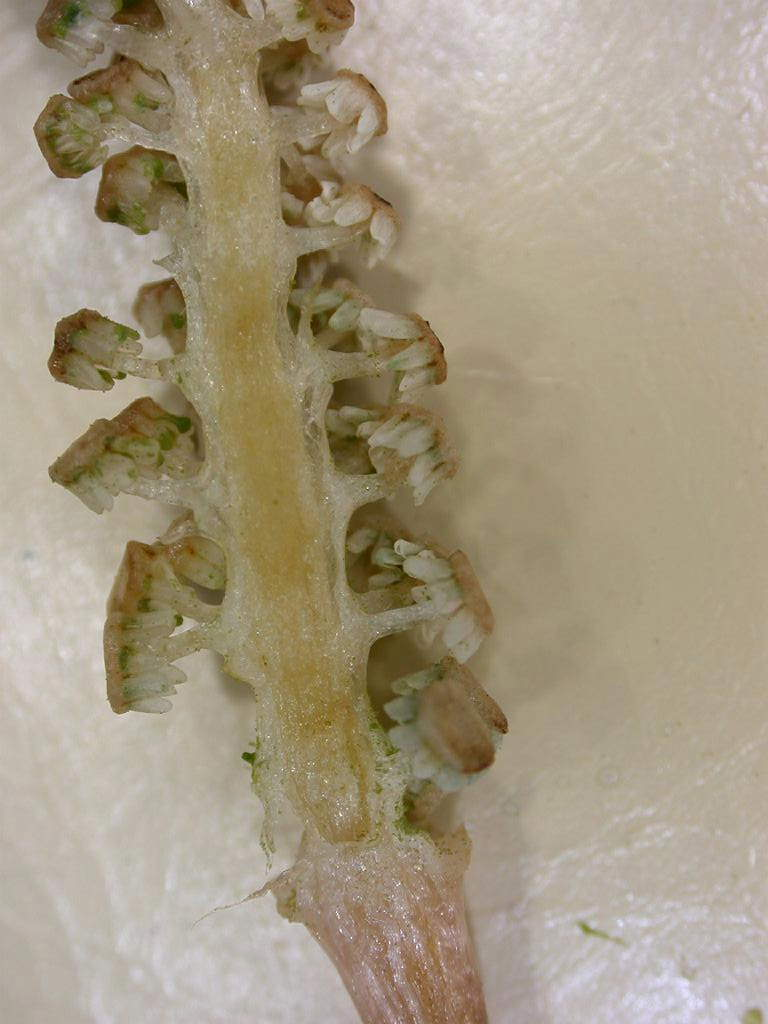
Equisetum arvense estròbil tallat on es veuen els esporangis

Un esporangi (en llatí i altres llengües sporangium plural, sporangia) és l'òrgan reproductor que es presenta a determinats organismes i que té la funció de produir i emmagatzemar les espores, és doncs l'estructura d'algunes plantes, fongs i algues que produeix i conté espores. Els esporangis es troben en les plantes amb flors, gimnospermes, falgueres, pseudofalgueres, briòfits, algues, i fongs. Les seves espores s'anomenen a vegades esporangiospores.
En relació al cicle de la vida de les plantes, en aquelles la generació diploide de les quals és pluricel·lular (és a dir tenen esporòfit) s'anomena esporangi l'estructura nascuda en l'esporòfit que s'especialitza a portar a terme la meiosi que donarà les espores haploides.

## Tipus
- Microsporangis són les estructures situades sobre la part dels estams de les flors que s'anomenen anteres, i també les estructures que produeixen pol·len sobre els microsporòfils de les pinyes de les coníferes o de les pinyes de les cícades.
- Megasporangis són les estructures comparables a les estructures "femelles" d'aquestes plantes, associades amb la flor, carpel, i el conus megasporangial.

En les falgueres, la planta madura és un esporòfit que desenvolupa esporangis (sacs amb tija que contenen espores). Els esporangis poden cobrir tota la part del revers de les fulles, o estar disposats en línies o grup anomenats sorus. Sovint es fa veure una renglera de cèl·lules sovint disposades fent una cresta, i anomenat genèricament anell, que en provoca l'obertura per tal d'alliberar les espores. Els licòfits en canvi tenen els esporangis en la part de l'anvers de les fulles (superfície adaxial). Segons les espècies de falgueres poden portar esporangis en totes les fulles o només en les fulles especialitzades anomenades esporòfils.
En els briòfits (molses) l'esporangi és com una càpsula amb un estípit (com una mena de tija).

### Eusporangis i leptosporangis
En les plantes vasculars es diferencien els, eusporangis i els leptosporangis
- En el leptosporangi, que es troba només en falgueres, hi 64 espores.
- En l'eusporangi que és característic de totes les altres plantes vasculars i en algunes falgueres primitives, l'esporangi és més gros i conté més espores i la paret té moltes capes.

### Sinangi
És un grup d'esporangis que s'han fusionat, aquesta estructura es troba en Psilotum i Marattiaceae com Christensenia, Danaea i Marattia.

## Estructures internes
Una columel·la és una estructura estèril (no-reproductiva) que suporta l'esporangi. En els fongs, la columel·la, pot estar ramificada o no i ser d'origen fungal o produïda per l'hoste.